# Sialendoskopie
Die Sialendoskopie (oder auch Speichelgangsendoskopie) bezeichnet die Spiegelung der Speicheldrüsen bzw. des Gangsystems innerhalb einer Speicheldrüse.
Schwellungen der Speicheldrüsen sind ein bekanntes HNO-ärztliches Krankheitsbild und bedürfen einer Abklärung. Diagnostisch sind neben Anamnese und klinischer Untersuchung insbesondere bildgebende Verfahren hilfreich. Hierbei eignen sich v. a. die Sonografie, Kernspintomographie und die Computertomographie. Schwillt eine Speicheldrüse wiederholt kurz vor, während oder nach der Nahrungsaufnahme an, so muss eine obstruktive (verstopfende) Ursache vermutet werden. In circa 60 % der Fälle ist hierbei ein Speichelstein (Sialolithiasis) die Ursache. Die Verdachtsdiagnose eines Speichelsteins geschieht in erster Linie klinisch, d. h. allein durch die Krankheitsgeschichte bzw. die klinische Untersuchung. Eine Ultraschalluntersuchung der Speicheldrüse sollte Teil der Standard-Diagnostik sein. Nur bei besonderen Fragestellungen hilft weitere Bildgebung (MRT, CT) oder in Ausnahmefällen auch eine Sialografie oder Speicheldrüsenszintigrafie weiter.
Noch bis vor einigen Jahren bestand auch für kleine Steine, sofern sie nicht unmittelbar vor dem Ostium, also der Gangöffnung in die Mundhöhle, lagen, die einzige ursächliche Therapiemöglichkeit in der Entfernung der jeweiligen Speicheldrüse. Mittlerweile existiert ein Verfahren, bei dem das Gangsystem einer Speicheldrüse mit einer winzigen endoskopischen Kamera visualisiert – sichtbar gemacht – werden kann. Dieses als Sialendoskopie bezeichnete Verfahren stellt in erster Linie zunächst einmal einen diagnostischen Eingriff dar. Im Bedarfsfall kann die Sialendoskopie jedoch umgewandelt werden in einen therapeutischen Eingriff und beispielsweise ein im Gang befindlicher Stein mit einem Fangkorb und einem Zängelchen entfernt werden (interventionelle Sialendoskopie). Bei Verdacht auf eine Gangpathologie erscheint die Sialendoskopie der Sialografie als diagnostisches Mittel mittlerweile überlegen.
Kann kein Stein in der Sialendoskopie gefunden werden, so kann eine Abflussstörung des Speichels, wie bspw. eine narbige Stenose (Einengung) des Gangsystems oder des Ostiums die Ursache sein. Diese Stenose kann mithilfe der Sialendoskopie behoben werden, da bereits durch die diagnostische Sialendoskopie das Ostium auf das bis zu 10-fache seiner ursprünglichen Größe aufgedehnt wird. Für Stenosen im weiteren Gangverlauf kann ein Ballonkatheter verwandt werden. Auch Entzündungen des Gangsystems (Sialodochitis) können Ursache wiederkehrender Schwellungen oder auch Entzündungen der gesamten Drüse sein. Durch die Sialendoskopie kann dies diagnostiziert werden. Zusätzlich hat die Sialendoskopie auch hier einen Therapieeffekt, da während des Eingriffs kontinuierlich Spülflüssigkeit die Drüse durchfließt. Auch Medikamente können auf diese Weise direkt in das Gangsystem appliziert werden.
Der Eingriff birgt insgesamt wenig Risiken; er kann in den meisten Fällen ambulant und in vielen Fällen in lokaler Betäubung durchgeführt werden. Der Eingriff wird durch die Krankenkasse übernommen.
In Deutschland ist das Verfahren seit einigen Jahren bekannt und wird heute von einigen wenigen auf Speicheldrüsenerkrankungen spezialisierten HNO-Universitätskliniken angeboten. 